# Alta Langa
Alta Langa ist die Bezeichnung für einen italienischen Schaumwein mit dem Status einer kontrollierten und garantierten Herkunftsbezeichnung – Denominazione di Origine Controllata e Garantita (kurz DOCG, aktualisiert am 9. März 2011) aus 142 Gemeinden der Provinzen Cuneo, Asti und Alessandria, Piemont. Das Gebiet liegt am rechten Ufer des Flusses Tanaro im Gebiet der Langhe.

## Anbaugebiet
Die zugelassenen Rebflächen verteilen sich auf die Gemeinden:
- in der Provinz Alessandria: Acqui Terme, Alice Bel Colle, Belforte Monferrato, Bistagno, Bosio, Capriata d’Orba, Carpeneto, Cartosio, Casaleggio Boiro, Castelnuovo Bormida, Castelletto d’Erro, Castelletto d’Orba, Cassine, Cassinelle, Cavatore, Cremolino, Denice, Grognardo, Lerma, Malvicino, Melazzo, Merana, Molare, Montaldeo, Montaldo Bormida, Montechiaro d’Acqui, Morbello, Mornese, Morsasco, Orsara Bormida, Ovada, Pareto, Parodi Ligure, Ponti, Ponzone, Prasco, Predosa, Ricaldone, Rivalta Bormida, Rocca Grimalda, San Cristoforo, Sezzadio, Silvano d’Orba, Spigno Monferrato, Strevi, Tagliolo Monferrato, Terzo, Trisobbio, Visone.
- in der Provinz Asti: Bubbio, Calamandrana, Calosso, Canelli, Cassinasco, Castel Boglione, Castelletto Molina, Castel Rocchero, Cessole, Coazzolo, Fontanile, Loazzolo, Maranzana, Monastero Bormida, Mombaldone, Mombaruzzo, Montabone, Olmo Gentile, Quaranti, Roccaverano, Rocchetta Palafea, San Giorgio Scarampi, San Marzano Oliveto, Serole, Sessame, Vesime.
- in der Provinz Cuneo: Alba (lediglich auf der orographisch rechten Seite des Tanaro), Albaretto della Torre, Arguello, Bastia Mondovì, Belvedere Langhe, Benevello, Bergolo, Bonvicino, Borgomale, Bosia, Bossolasco, Briaglia, Camerana, Camo, Carrù, Castellino Tanaro, Castelletto Uzzone, Castiglione Tinella, Castino, Cerreto Langhe, Ceva, Cigliè, Clavesana, Cortemilia, Cossano Belbo, Cravanzana, Diano d’Alba, Dogliani, Farigliano, Feisoglio, Cissone, Gorzegno, Gottasecca, Grinzane Cavour, Igliano, Lequio Berria, Levice, Mango, Marsaglia, Mombarcaro, Monchiero, Mondovì, Monesiglio, Monforte d’Alba, Montelupo Albese, Murazzano, Neviglie, Niella Belbo, Niella Tanaro, Novello, Paroldo, Perletto, Pezzolo Valle Uzzone, Piozzo, Prunetto, Roascio, Rocca Cigliè, Rocchetta Belbo, Roddino, Rodello, Sale delle Langhe, Sale San Giovanni, Saliceto, San Benedetto Belbo, Santo Stefano Belbo, Serralunga d’Alba, Serravalle Langhe, Sinio, Somano, Torre Bormida, Torresina, Treiso, Trezzo Tinella, Vicoforte.

Die Rebfläche zum Anbau ist sehr klein, sie umfasst nur etwa 100 Hektar.

## Erzeugung
Gemäß dieser Denomination werden zwei Arten von Spumante erzeugt: „Alta Langa Spumante“ (weißer Schaumwein), einschließlich „Riserva“ und „Alta Langa Spumante Rosato“ (Roséschaumwein), einschließlich „Riserva“. Der Schaumwein wird nach der klassischen Methode (ital. metodo classico) der Flaschengärung hergestellt und gehört somit zur Familie der Spumante. Nach den Weinen Franciacorta und Trient ist die Alta Langa seit dem 31. Oktober 2002 erst das dritte Herkunftsgebiet mit kontrollierter und garantierter Ursprungsbezeichnung für Spumante in Italien.
Der Schaumwein besteht zu 90–100 % aus den Rebsorten Pinot nero und/oder Chardonnay. Maximal 10 % lokale Rebsorten dürfen noch eingesetzt werden.

## Beschreibung
Laut Denomination (Auszug):

### Alta Langa Spumante (einschl. Riserva)
- Perlage: fein und anhaltend
- Farbe: strohgelb bis intensiv golden
- Geruch: duftend, komplex, charakteristisch für die zweite Gärung in der Flasche
- Geschmack: fruchtig, fein und harmonisch
- Alkoholgehalt: mindestens 11,5 % Vol.
- Säuregehalt: min. 5 g/l
- Trockenextrakt: min. 15 g/l

### Alta Langa Spumante Rosato (einschl. Riserva)
- Perlage: fein und anhaltend
- Farbe: mehr oder weniger intensiv rosa
- Geruch: duftend, komplex, charakteristisch für die zweite Gärung in der Flasche
- Geschmack: fruchtig, fein und harmonisch
- Alkoholgehalt: mindestens 11,5 % Vol.
- Säuregehalt: min 5 g/l
- Trockenextrakt: min. 15 g/l